# Trofeu Mancomunitat de municipis de la Safor
El Trofeu Mancomunitat de municipis de la Safor és una torneig de raspall per a jugadors professionals organitzada per la Mancomunitat de Municipis de La Safor.

## Historial
| Any  | Campió                         | Subcampió                | Resultat | Trinquet          |
| ---- | ------------------------------ | ------------------------ | -------- | ----------------- |
| 2013 | Ricard i Moro                  | Punxa i Canari           | 25-20    | Oliva             |
| 2012 | Ricard, Miravalles i Sanchis   | Moltó i Alberto          | 25-10    | Xeraco            |
| 2011 | Waldo i Xoto                   | Blasco i Coeter II       | 25-05    | Piles             |
| 2010 | Loripet i Dorín                | Josep i Coeter II        | 25-10    | Bellreguard       |
| 2009 | Juan Carlos, Coeter II i Javi  | Juan, Galán i Dorín      | 25-00    | Bellreguard       |
| 2008 | Gorxa, Coeter II i Leandro III | Loripet, Agustí i Vilare | 25-05    | Bellreguard       |
| 2007 | Loripet, Agustí i Salva        | Armando, Alberto i Dorín | 25-00    | Bellreguard       |
| 2006 | Tur i Coeter II                | Armando i Alberto        | 25-15    | El Zurdo (Gandia) |
| 2005 | Juan i Alberto                 | Batiste, Javi i Vilare   | 25-10    | El Zurdo (Gandia) |
| 2004 | Moro                           |                          |          |                   |
| 2003 | Moro                           |                          |          |                   |
| 2002 |                                |                          |          |                   |
| 2001 |                                |                          |          |                   |
| 2000 | Moro                           |                          |          |                   |
| 1999 | Moro                           | Waldo                    |          |                   |
| 1998 | Moro                           |                          |          |                   |